# Amaracarpus syzygifolius
Amaracarpus syzygifolius là một loài thực vật có hoa trong họ Thiến thảo. Loài này được Valeton mô tả khoa học đầu tiên năm 1927.